# Joselito Velásquez
José „Joselito“ Eduardo Velásquez Altamirano (* 30. September 1993 in Oaxaca de Juárez) ist ein mexikanischer Profiboxer im Fliegengewicht.

## Amateurkarriere
Joselito Velásquez ist ab seinem zweiten Lebensjahr in Cancún aufgewachsen und kam über seinen Bruder im Alter von zwölf Jahren zum Boxsport. Trainiert wurde er von Adrian Nuñez und Francisco Bonilla. Im Laufe seiner Amateurkarriere bestritt er rund 140 Kämpfe.
Er ist Gewinner der Panamerikanischen Spiele 2011 in Guadalajara und 2015 in Toronto, wobei er in den Finalkämpfen die kubanischen Favoriten Yosvany Veitía und Joahnys Argilagos besiegen konnte.
Zudem gewann er eine Bronzemedaille bei den Zentralamerika- und Karibikspielen 2014 in Veracruz und die Silbermedaille bei den Panamerikameisterschaften 2015 in Vargas. Sein bedeutendster Sieg gelang ihm dabei gegen Yuberjen Martínez, Silbermedaillengewinner der Olympischen Spiele 2016.
Bei Weltmeisterschaften unterlag er 2011 in Baku gegen Devendro Singh, 2013 in Almaty gegen Mohamed Flissi und 2015 in Doha gegen Rogen Ladon. Von 2013 bis 2016 boxte er zudem für das Team Mexico Guerreros in der World Series of Boxing und gewann 9 von 13 Kämpfen. Seine bedeutendsten Siege erzielte er dabei gegen Joahnys Argilagos, Harvey Horn und Wassili Jegorow.
Beim Olympia-Qualifikationsturnier im Juni 2016 in Baku gewann er gegen Billal Bennama und Carlos Quipo, ehe er im Halbfinale gegen Rüfət Hüseynov ausschied. Im Folgemonat gewann er jedoch das Olympia-Qualifikationsturnier in Vargas mit Siegen gegen Shin Jong-hun und Carlos Quipo.
Er konnte daraufhin im August 2016 an den Olympischen Spielen in Rio de Janeiro teilnehmen, wo er in der Vorrunde Leandro Blanc bezwang, ehe er im Achtelfinale gegen den späteren Olympiasieger Hasanboy Doʻsmatov verlor.

## Profikarriere
Joselito Velásquez startete nach den Olympischen Spielen seine Profikarriere unter dem japanischen Promoter Akihiko Honda (Teiken Promotions) und gewann sein Debüt im Dezember 2016. Sein Trainer ist Manuel Robles. Nach vier Kämpfen wechselte er im Oktober 2017 zum mexikanischen Promoter Fernando Beltrán (Zanfer Promotions), der ihn bisher bereits als Profi gemanagt hatte.
Er blieb in 16 Kämpfen ungeschlagen, ehe er am 3. Dezember 2022 nach Punkten gegen Cristofer Rosales unterlag.